# Abell 2199
Abell 2199 è un ammasso di galassie nella costellazione di Ercole alla distanza di oltre 400 milioni di anni luce dalla Terra.
L'ammasso è dominato dalla galassia di ammasso più luminosa NGC 6166, una galassia ellittica gigante (galassia cD).
Abell 2199 insieme ad Abell 2197 costituiscono una struttura che, tramite un lungo filamento di galassie, si collega ad altri ammassi tra cui Abell 2147, Abell 2151 (Ammasso di Ercole) e Abell 2152 a formare il Superammasso di Ercole (SCl 160) che a sua volta è parte della Grande Muraglia CfA2.